# جاك مكورت
جاك مكورت (بالإنجليزية: Jak McCourt)‏ هو لاعب كرة قدم بريطاني في مركز الوسط، ولد في 6 يوليو 1995 في ليفربول في المملكة المتحدة. لعب مع بورت فايل وليستر سيتي ونادي بارنسلي ونادي توركي يونايتد.

## وصلات خارجية
- جاك مكورت على موقع قاعدة بيانات كرة القدم.إي يو (الإنجليزية)
- جاك مكورت على موقع Soccerbase.com (لاعب) (الإنجليزية)
- جاك مكورت على موقع Soccerway.com (الإنجليزية)